# (17640) Mount Stromlo
(17640) Mount Stromlo (1996 PA7) – planetoida z grupy przecinających orbitę Marsa okrążająca Słońce w ciągu 3,55 lat w średniej odległości 2,32 j.a. Odkryta 15 sierpnia 1996 roku.